# Реза Пахлаві
Реза Кир Пехлеві (*31 жовтня 1960, Тегеран, Іран) — іранський політичний діяч, голова династії Пехлеві, спадкоємець трону Ірану. Повне ім'я та титул звучать так: Голова Іранського Імператорського Дому Його Імператорська Високість Шахзаде Ірану Реза II Кир Шах Пехлеві[джерело?]. Деякі прихильники іменують як Імператорська Величність Шаханшах.

## Життєпис
Походив з династії Пехлеві. Старший син шаха Мохаммеда Рези Пехлеві та шахбани Фаррах Діба (у шлюбі Пехлеві), що походила з родини військовиків-азербайджанців.
Народився 30 жовтня 1960 в Тегерані. При народженні отримав імена — Реза (на честь діда) та Кир — на честь відомого давньоперського царя. Тоді ж стає спадкоємцем трону (шахзаде).
У 1966 перебрався у власний палац (колишній палац Ахмад Шаха Каджара).
У 1967 в Гулістанському палаці пройшла церемонія коронації спадкоємцем трону.
У 1969 отримав Орден Пехлеві на великому ланцюгу.
У 1975 у складі офіційної місії відвідав Бельгію, у 1976 — СРСР.
У 1977 поступив на службу до іранських Військо-повітряних сил, де пілотував винищувач F-5.
У 1978 батько відправив його до США, де той проходив стажування у ВПС. Проте у 1979 після перемоги Ісламської революції в Ірані монархію повалили, батьки, сестри і брат Рези втекли до Єгипту. Того ж року приєднався до родини в Марокко.
Після смерті батька у 1980 стає головою династії Пехлеві у вигнанні. Зрештою закінчив Військово-повітряну академію США. Слідом за цим він поступив на відділення політичних наук в коледж Вільямс. Потім закінчив університет Південної Каліфорнії, здобувши ступінь з політології.
У 1986 одружився. Згодом оселився у штаті Меріленд.
З 1990-х розпочав активну політичну діяльність серед вигнанців-іранців, встановив гарні стосунки з політиками США, особливо з Республіканської партії. Також контактував з монархіями Європи. У 2004 став «неофіційними хрещеним батьком» бельгійської принцеси Луїзи, що свідчить про зв'язки між двома королівськими домами. Проте даний крок викликав безліч питань як представників Ісламської республіки Іран, так і безлічі іранських емігрантів до Рези Кира, який усюди позиціонує себе як ортодоксального мусульманина-шиїта.
У період каденції іранського президента Махмуда Ахмадінежада він неодноразово заявляв про те, що вже налагодив контакти з низкою керівників Корпусу ісламської варти та активістами, готовими почати акції протесту.
Виступає проти військового втручання США та його союзника Ізраїля у справи Ірану.
У 2010 розповів про свої плани зі зміни влади в Ірані. Тоді Реза Кир повідомляв про завершення формування руху, метою якого повинна була стати заміна Ісламської Республіки на «демократичне правління». При цьому усіляко підтримував впровадження європейських та американських санкцій у відповідь на плани Ірану розвивати ядерну програму.
Після обрання президентом США Дональда Трампа Реза Пахлаві активізував свою політичну діяльність.

## Родина
Дружина — Ясміна Аміні (в шлюбі Пехлеві)
Діти:
- Нур (нар. 1992)
- Іман (нар. 1993)
- Фарах (нар. 2004)